# مختار الدروبي
مختار بن برهان بن عمر الدّروبي (1864 - 1 يناير 1934) شاعر سوري. ولد في حمص. كان له ثمانية أشهر من العمر حين توفّي والده، فتربّى في كنف والدته التي عنيت بتنشئته ورعايته وتعليمه. أقام في دمشق بعض سنين أفاد من علمائها. ثم عاد إلى حمص وافتتح دكّانًا يبيع الأقمشة فيه، ولم ينقطع عن ملازمة العلماء والأدباء. له ديوانا شعر كبيران. كان مناهضًا للسفور وضد العثمانيين والمنتدبين الفرنسيين. توفي في مسقط رأسه. 

## سيرته
ولد مختار بن برهان بن عمر بن سليم الدروبي في سنة 1864 م/ 1280 هـ في حمص ونشأ بها. حضر الجد الأعلى واسمه صادق جمال الدين في سنة 1735 من العراق، واستوطن حمص، وأصل الأسرة من عرب الدريب القحطانية. توفي والده وعمره ثمانية أشهر، فتربى يتيمًا، وكفلته والدته التي عنيت بتربيته ورعايته. تلقى الدروس العربية والبيان والبديع على محمد المحمود الأتاسي، ثم حضر إلى دمشق وأقام فيها سنين عدة، أخذ العلوم على العلماء، ولما بلغ الثامنة عشرة من عمره /1882 م فتح محله التجاري بسوق آل الجندي لبيع الأقمشة، وقضى أكثر من خمسين عاماً يسكن في حي الأسرة الجندية، حتى إنه كان يلقب بـمختار الجندي بدلاً من مختار الدروبي. فكان يلازم أعلام حمص البارزين في العلم والأدب والفضل ويساجلهم بالأدب والأبحاث .

تزوج من أسرة الحسامي الحمصية وأنجب إحسان ومصباح وزاهر، وقد توفيت قبله بسنتين و«بدأ الأسقام والعلل تتغلب على صحته»، حتى توفي في 1 يناير - كانون الثاني سنة 1934/ 16 رمضان 1352 ، ودُفِن بمقبرة الشيخ سليمان بحي باب هود بحمص.

## شعره
جمع شعره في ديوانين كبيرين وفيهما من جميع أبواب الشعر، في المواعظ والحكميات والزهد والغراميات، والغزل والحماسة والوطنيات والرثاء والمدائح النبوية وتشاطير وتخاميس كثيرة، وقد أكثر من نظم الغراميات والغزليات والمديح وكان يهوى الفن وسماع الأصوات الحسنة، وله موشحات وقدود.ذكرت في معجم البابطين عن أسلوبه في الشعر: «يدور شعره حول همومه الذاتية والوجدانية، فقد كتب في الغزل والحنين والاستعطاف، إلى جانب شعر له في المحاججة والرد على الخصوم من المدعين الذي يتسترون وراء مظاهرهم الخادعة. كما كتب في الرثاء الذي خصّ به أولي الفضل من العلماء. مؤمن بعروبته، مدافع عن حريتها، وله شعر في الفخر الذاتي، وكتب في شكوى الزمن، كما كتب الموشحات والقدود الشامية، وله في المساجلات والمطارحات الشعرية الإخوانية. تتسم لغته باليسر، وخياله بالنشاط.»